# Platano d'Ippocrate
Il Platano d'Ippocrate (in greco Πλάτανος του Ιπποκράτη?, Plátanos tou Ippokrátī) è un esemplare di Platanus orientalis sito a Coo, sull'omonima isola, sotto il quale, secondo la tradizione, Ippocrate insegnava ai suoi allievi l'arte della medicina di cui è considerato il padre fondatore. Si ritiene che sotto tale albero avrebbe predicato anche Paolo di Tarso.
L'albero presente è stato impiantato probabilmente dopo il XVI secolo, anche se è possibile che sia un discendente diretto del Platano d'Ippocrate originale per propagazione. Dal 1985 è tutelato come monumento naturale e nel corso degli anni sono stati prelevati semi e talee donati a diversi paesi del mondo; inoltre diverse istituzioni sostengono di avere degli alberi direttamente discendenti dal Platano d'Ippocrate.
Un platano di imponenti dimensioni doveva essere presente già nel 1655 poiché durante un viaggio sull'isola di Coo il francese Jean de Thévenot descrisse un imponente albero nei pressi del castello dell'isola.

## Caratteristiche

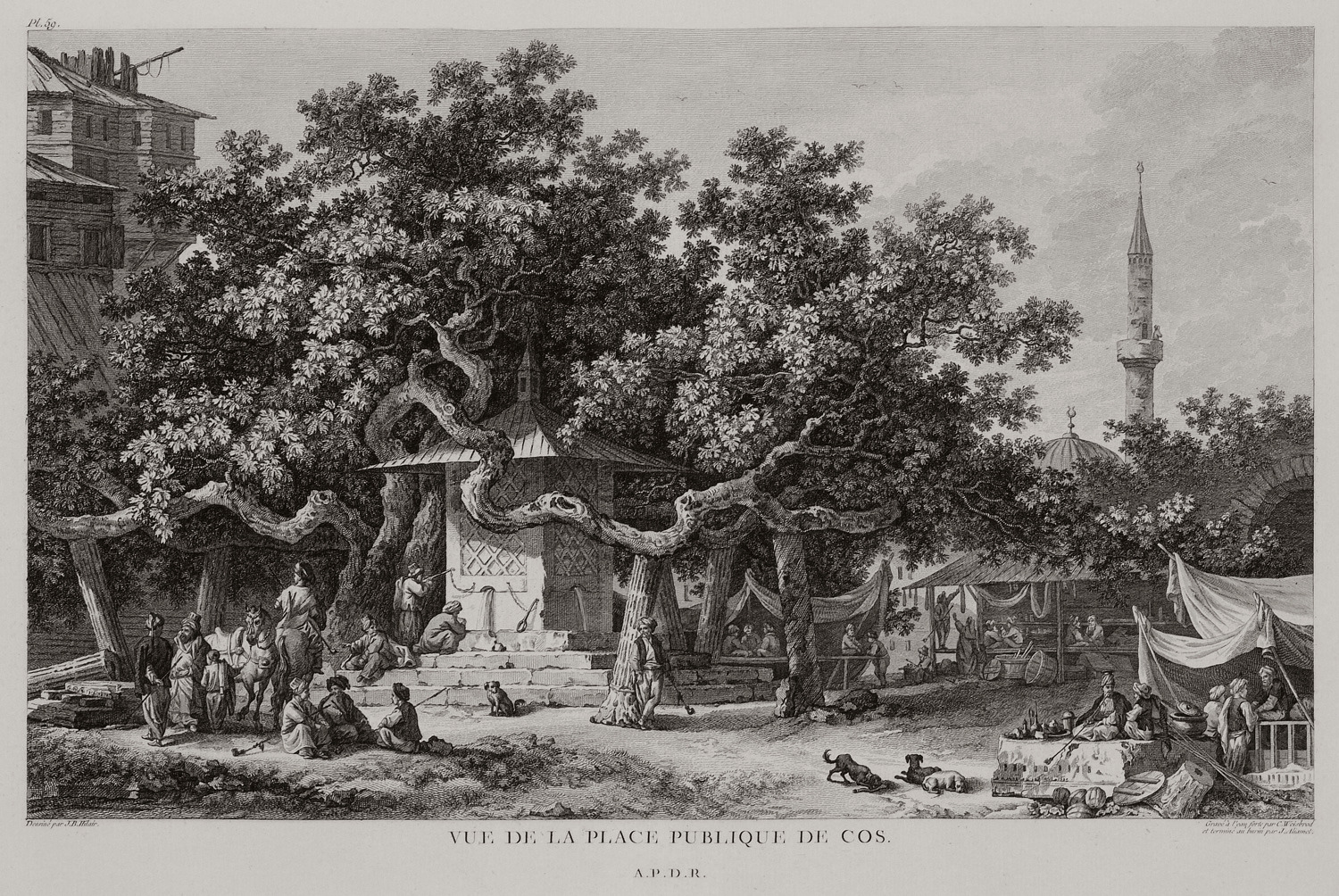
Illustrazione della piazza del mercato di Coo realizzata da Marie-Gabriel-Florent-Auguste de Choiseul-Gouffier e pubblicata nel 1782 nella raccolta Voyage pittoresque de la Grèce.

Si tratta di un Platanus orientalis, sito nella piazza del Platano (in greco Πλατεία Πλατάνου?, Plateía Platánou) al centro della città di Coo, sull'omonima isola, di fronte al castello di Neratzia.
Il diametro del tronco alla base è di 4,7 metri ed una circonferenza di circa 10,5-12 metri. I rami si estendono fino a circa 6-7 metri e sono in parte sorretti da impalcature metalliche. Nel corso degli anni il tronco e i rami più anziani sono stati minacciati da funghi e insetti xilofagi che hanno creato un'ampia cavità centrale. L'età stimata non supererebbe i 500 anni.

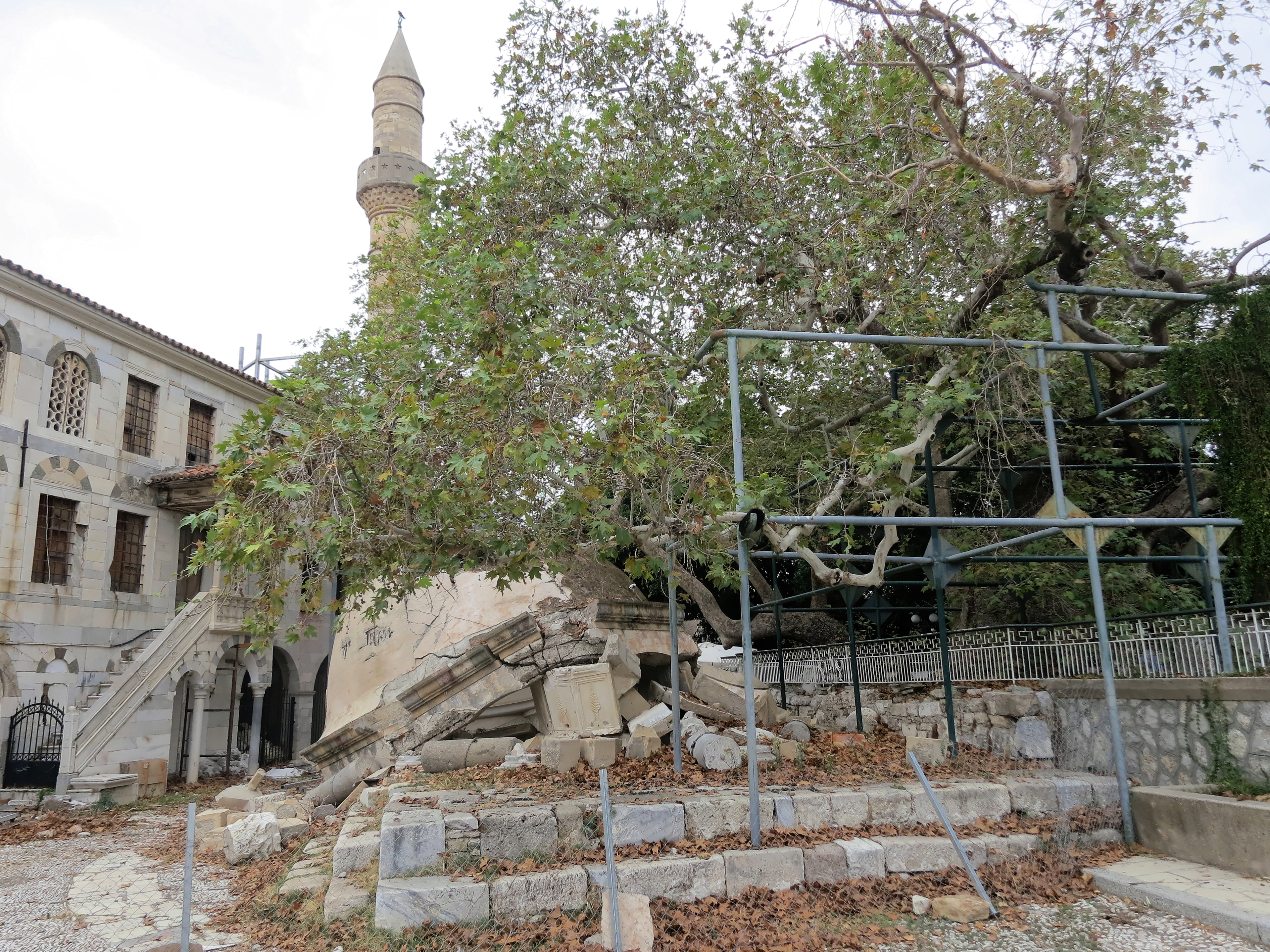
La piazza del platano dopo il terremoto del 2017.

Accanto al platano si trova una fontana marmorea con incisioni in lingua araba, secondo cui l'acqua della fontana proverrebbe dalla sorgente di Ippocrate, fatta costruire dal governatore turco Cezayirli Gazi Hasan Pascià intorno al 1786, ed un pozzo coperto da una cupola sorretta da sette pilastri, distrutta dal terremoto del 2017.

## Tradizioni
Durante l'estate, nella piazza del platano si svolgono festival culturali. Il 5 settembre è usanza per le donne del luogo portare un ramoscello vecchio ed uno nuovo del platano, insieme a quelli di altre piante, fino al mare. il ramoscello vecchio viene gettato nelle acque, mentre quello nuovo (che simboleggia l'inizio di un nuovo anno) viene posato sulla battigia in modo che sia lambito da quaranta onde. Le donne tornano poi al platano di Ippocrate e lo abbracciano per ottenere, forza, salute e lunga vita tenendo in mano una ciotola con acqua di mare e ciottoli. Tornate a casa, appendono il ramoscello nella iconostasi.

## Diffusione
Nel 1954 un martelletto cerimoniale realizzato col legno del platano fu donato dall'associazione medica ippocratica di Coo all'Associazione medica canadese (CMA).
Nel 1959 è stato creato un francobollo celebrativo col platano di Coo.
Diverse istituzioni e università affermano di avere alberi che sarebbero diretti discendenti del platano di Coo: un innesto, probabilmente il primo in assoluto di cui si ha notizia, fu donato nel 1961 dall'ambasciatore greco negli Stati Uniti Alexīs Liatīs alla Biblioteca nazionale di medicina statunitense e fu piantato nel campus NIH nella primavera del 1962; questo esemplare cadde nel 2013 dopo esser stato attaccato da alcuni funghi ma è stato rimpiazzato da un clone nel 2014. Un esemplare è stato piantato intorno al 1969 dall'Associazione medica canadese (CMA) nella contea di Walker, in Alabama.